# 354
354 (CCCLIV) var ett normalår som började en lördag i den julianska kalendern.

## Händelser

### Okänt datum
- Constantius Gallus avsätts och avrättas i Pula på Constantius II:s order.
- Alemannerna korsar övre Rhen och invaderar helvetiernas land.
- För första gången beskrivs bulgarerna ingående i europeiska krönikor.
- Libanios blir lärare i retorik i Antiochia; bland hans studenter återfinns bland andra Johannes Chrysostomos och Theodoros av Mopsuestia.
- Fu Sheng (Fou Cheng), blir kung över Shanxifolket (Chen-si) i norra Kina.

## Födda
- 13 november – Augustinus, kyrkofader och helgon (död 430) [1]
- Paulinus av Nola, kristen biskop

## Avlidna
- Constantius Gallus, caesar i östra Romarriket

### Fotnoter
1. ↑  Det hände i dag